# 吉田英都
吉田 英都（よしだ ひでと）は、日本の財務官僚。財務省北海道財務局長や、商工組合中央金庫執行役員などを経て、京都北都信用金庫理事長。

## 人物・経歴
岩手県出身。北海道大学法学部卒業後、1980年大蔵省入省。財務省東海財務局理財部長、財務省関東財務局管財第一部長などを経て、2012年財務省北海道財務局長。商工組合中央金庫執行役員総務部長を経て、2015年財務省大臣官房付、退官、京都北都信用金庫常勤顧問。京都北都信用金庫専務理事や、京都北都信用金庫副理事長を経て、2020年から京都北都信用金庫理事長を務め、日本における2019年コロナウイルス感染症の流行状況対応融資などを進めた。